# Antoine Joly
Pour les articles homonymes, voir Joly.
Ne doit pas être confondu avec Antoine Joly (relieur).
Antoine Joly, né le 16 juillet 1955 au Mans (Sarthe), est un homme politique et diplomate français.

## Biographie
Diplômé de sciences po Paris avec les félicitations du jury. Ancien élève de l'ENA comme administrateur de la ville de Paris. Il détient une maîtrise en droit et DEA d'anthropologie culturelle et sociale.
Administrateur de la ville de Paris, il a exercé plusieurs fonctions pour finir directeur général. Il est ancien secrétaire général de la ville de Cannes.
Il est député de la Sarthe de 1993 à 1997, et vice-président du conseil général de la Sarthe pour les affaires sociales.
Il est président du directoire de l'ASCannes football en première division pendant trois ans.
Il est délégué pour l'action extérieure des collectivités locales au ministère des affaires étrangères pendant 8 ans. Il est ambassadeur de France au Nicaragua pendant quatre ans, de 2011 à 2015. Puis il est nommé ambassadeur pour les questions de migrations au ministère des Affaires étrangères. Le 16 janvier 2017, il est nommé ambassadeur de France au Suriname, au Guyana et auprès de la CARICOM. Le 8 septembre 2021, Joly prend sa retraite et est remplacé par Pierre Lanapats.

## Détail des fonctions et des mandats
Mandat parlementaire
- 28 mars 1993 - 21 avril 1997 : Député de la 3e circonscription de la Sarthe

Fonctions diplomatiques
- septembre 2003 - juillet 2011 : délégué pour l'action extérieure des collectivités territoriales
- 15 juillet 2011 - août 2015 : ambassadeur de France au Nicaragua
- août 2015 - 15 janvier 2017 : ambassadeur pour les questions migratoires
- 17 janvier 2017 - 8 septembre 2021 : ambassadeur de France au Suriname, au Guyana et auprès de la CARICOM (Communauté caribéenne)

## Décorations
- Ordre National de la Légion d'Honneur.
- Grand Croix de l'Ordre du Nicaragua.
- Grand Croix de l'Ordre du Surinam.
- Grand croix de l ordre du Brésil